# Kunzang Choden
Kunzang Choden (Thimphu, 14 augustus 1984) is een Bhutanees schutter. Ze kwam voor Bhutan uit op de Olympische Zomerspelen 2012 in Londen op het onderdeel 10 m luchtgeweer. Ze behaalde hier geen medaille. Ze eindigde op de 56e plaats.